# 托蒂·戈梅斯
托特·安東尼奧·「托迪」·高美斯（葡萄牙語：Tote António "Toti" Gomes，1999年1月16日—）是一名職業足球運動員，司職中後衛或左後衛，現效力於英超球隊狼隊。他出生於幾內亞比紹，現為葡萄牙國家足球隊效力。

## 职业生涯
托蒂·戈梅斯的职业生涯开始于葡超埃什托里尔，2019年5月5日，他在埃什托里尔对阵维塞乌学院的葡超比赛中完成了职业生涯首秀。
2020年9月2日，戈梅斯加盟英超狼队，随即被球队租借至瑞士挑战联赛草蜢队。他在对阵温特图尔在比赛中完成了球队首秀，并在草蜢2-5输给克里恩斯在比赛中打入了他在草蜢的处子球。
在戈梅斯的帮助下，草蜢成功夺得2020-21赛季瑞士挑战联赛冠军，升级至瑞士超级联赛。赛季结束后，草蜢与狼队达成协议，续租戈梅斯一年。2022年1月，他重返狼队参与训练，狼队表示除非遇到伤病问题，戈梅斯将在冬歇期结束后回归草蜢。然而，同月15日狼队便因罗曼·萨伊斯出战非洲杯而将戈梅斯提前召回。